# حارة الميدان (صنعاء)

تعديل مصدري - تعديل

حارة الميدان هي إحدى حارات حي السواد بضواحي الأمانة مديرية سنحان وبني بهلول، بلغ تعداد سكانها 1244 نسمة حسب تعداد اليمن لعام 2004.